# Иванов, Евгений Николаевич
Иванов Евгений Николаевич (26 мая 1936, Харьков — 7 апреля 1991, Одесса) — оперный певец (бас), Заслуженный артист УССР (1964), педагог, профессор Одесской консерватории.

## Биография
Родился 26 мая 1936 года в городе Харьков.
Учился у П. В. Голубева в Харьковской консерватории, которую и закончил в 1959 году. Во время учёбы в консерватории Е. Н. Иванов был солистом Харьковской областной филармонии, затем Одесского театра оперы и балета, в котором проработал двадцать пять лет. В этот период в репертуар Е. Н. Иванова входят такие партии как Иван Сусанин, Мельник, Борис Годунов, Фальстаф, дон Базилио, Лепорелло, Мефистофель, Гремин, Карась.
В 1971 году вместе с супругой, заслуженной артисткой Украины, профессором пианисткой Людмилой Ивановой, записал цикл романсов Сергея Рахманинова.
Начиная с 1964 года, Е. Н. Иванов преподавал в Одесской консерватории, где у него стажировались такие исполнители как Паата Бурчуладзе и Мария Гулегина. Среди учеников Иванова народный артист России М. Кит, заслуженные артисты Украины В. Митюшкин и В. Навротский, заслуженный артист Беларуси О. Мельников, заслуженный артист России Г. Кораблёв, заслуженный артист России и Украины А. Цилинко, заслуженный артист Узбекистана В. Браун, победитель конкурса имени Глинки Д. Харитонов, лауреат международных конкурсов С. Задворный. Доцент (1977), затем профессор (1987) кафедры сольного пения, заведующий кафедрой оперной подготовки.
Член жюри международных конкурсов, в том числе конкурсов имени М. Глинки и Ф. Шаляпина, конкурсов вокалистов в Бильбао (Испания) и Вервье (Бельгия).
Умер 7 апреля 1991 года в Одессе.

## Награды
- Лауреат украинского конкурса вокалистов (1957);
- вторая премия международного конкурса имени Джордже Энеску в Бухаресте (1964)[1];
- Заслуженный артист Украинской ССР (1964).